# MG Q-Type
La MG Q-Type, chiamata anche MG QA, è un'autovettura da competizione prodotta dalla Morris Garages nel 1934.

## Descrizione

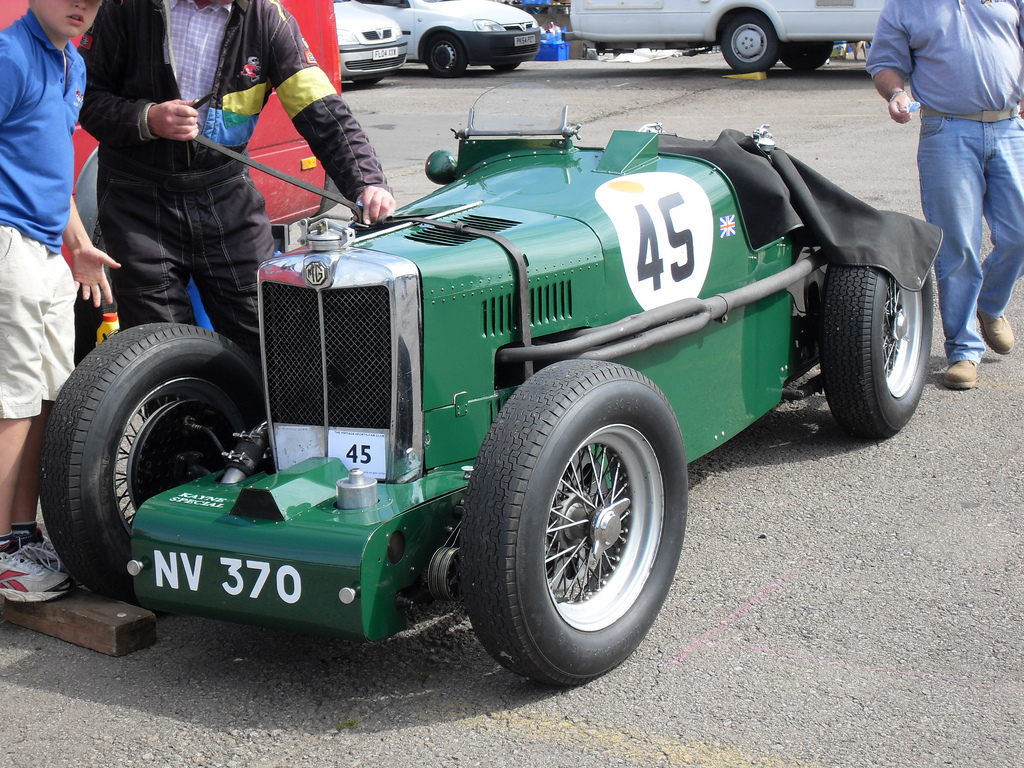
MG Q-Type

Il telaio era basato su quello utilizzato dalla MG K3, ma era più stretto e utilizzava i semiassi della MG N-Type. Il motore utilizzava il blocco cilindri del MG P-Type, ma con uno speciale albero motore per diminuire la cilindrata a 746 cm³, riducendo la corsa da 83 mm a 71 mm. Inoltre venne dotato di un sistema di sovralimentazione mediante compressore centrifugo Zoller ad alta pressione, da 2,5 atmosfere (1,8 kg/cc), consentendo al motore di erogare 113 CV (84 kW) a 7200 giri/min. Venne realizzata anche una versione più performante, con una potenza aumentata a 146 CV (109 kW) e con  rapporto potenza/cilindrata di quasi 200 CV (150 kW) per litro, che per l'epoca era il più alto di qualsiasi motore al mondo.
Ne furono prodotti circa otto esemplari (altre fonti dichiarano che furono invece nove), poiché l'auto costava tra i £ 550–650 e il telaio ad assale rigido aveva difficoltà a gestire la potenza del motore. La versione monoposto raggiunse la velocità di 196,98 km/h sulla pista di Brooklands con alla guida George Harvey-Noble, mentre la due posti era in grado di arrivare a 190 km/h.